# Отряд 731
Отряд 731 (на японски: 731部隊) e специален отряд на японската армия, занимаващ се с изследвания в областта на биологичните оръжия, в това число опити върху хора. Командването на отряда се осъществява от генерал-лейтенант Широ Ишии.
Създаден през 1932 година, към края на Втората световна война достига численост 3000 души и е дислоциран в китайската провинция Бинцзян, на 20 километра от Харбин.
За да осигурят площадка за секретното поделение, японците разрушават около 300 селски къщи. Отрядът разполага със собствено авиационно подразделение и официално се нарича „Главно управление по водоснабдяването и профилактиката на частите от Квантунската армия“.

## Дейност
По показанията, дадени пред съда в Хабаровск, командващият на Квантунската армия – генерал Ямади, признава, че „отряд 731“ е създаден с цел подготовка на бактериологическа война, главно против СССР, а също така срещу Монголия, Китай и други държави.
Съдебните следователи доказват, че в „отряд 731“ са правени опити върху живи хора (руснаци, китайци, монголци, корейци, заловени от жандармерията или специалните служби). Отрядът прави и други опити с хора, които нямали общо с подготовка за бактериологина война, но не по-малко жестоки .
Изучавани са пределите на издръжливост на човешкия организъм в определени условия – например на големи височини или при ниска температура. За целта хора били поставяни в барокамера, като „учените“ записвали с кинокамера агонията, установявали смъртта, след което проследявали развитието на гангрена.
Ако някой от хората, участник в опитите, оцелявал въпреки крайните условия и наличието на агресивни бактерии, той бива подложен на още опити, които продължавали докато не бъде засегнат от смъртоносните вируси. Във всеки случай, не оставали оцелели.. В Япония престъпните действия на отряда били прикривани до последно.
С аналогични действия се занимавал и „Отряд 100“, които провеждали опити с домашни животни и селскостопански култури, както и с провеждане на диверсионни акции и производство на бактериологично оръжие. Основната база на „отряд 100“ била разположена на 10 километра южно от Синцзин, в местността Менцзятун. „Отряд 100“ бил с по-малък персонал от „отряд 731“, като щатът му наброявал 800 души.
По-късно много от участниците в тези проекти получават научна степен. Много от тях емигрират в САЩ, където техните знания в областта се оценяват високо, предимно от военните. Американските власти не подвеждат тези учени-престъпници под отговорност, защото, както пише в книгата си Моримури, информацията за японските експерименти в областта на бактериологичните оръжия представлява голяма ценност за американската военна програма.

## Структура на отряда
1-ви отдел
- Група Касахара – изследване на вируси;
- Група Танаки – изследване на насекоми;
- Група Иосимура – изследване на подложени на екстремно ниски температури;
- Група Такахаси – изследване на чума;
- Група Едзима (по-късно група Акисада) – изследване на дизентерия;
- Група Оота – изследване на сибирска язва;
- Група Минато – изследване на холера;
- Група Окамото – изследване на патогенеза;
- Група Исикава – изследване на патогенеза;
- Група Утими – изследване по съсирването на кръвта;
- Група Танабе – изследване на тиф;
- Група Футаки – изследване на туберкулоза;
- Група Кусами – фармакологични изследвания;
- Група Ногути;
- Група Арита – рентгенови изследвания;
- Група Ути.

2-ри отдел
- Група Ягисава – изследване на растения;
- Група Якенари – производство на керамични бомби.

4-ти отдел
- Група Карасава – производство на бактерии;
- Група Асахино – изследване на тиф и производство на ваксина.

За опитите с хора са използвани по трима души всеки ден. Този процес е контролиран от специална група. Освен това имало пещ за изгаряне на трупове, развъдник, в който се развъждали зайци, морски свинчета, мишки, бълхи, а също така и лаборатория за отглеждане на бактерии.